# Protoariciella oligobranchia
Protoariciella oligobranchia är en ringmaskart som beskrevs av Edward Hobson 1976. Protoariciella oligobranchia ingår i släktet Protoariciella och familjen Orbiniidae. Inga underarter finns listade i Catalogue of Life.